# دهفيش
دهفيش (بالفارسية: دهفيش) (بالإنجليزية: Deh Fish)‏، قرية في ناحية بنارويه، قسم ده فيش الريفي، مقاطعة لارستان، محافظة فارس، إيران. يبلغ عدد سكانها حسب إحصاء عام 2006 ميلادية 1,317 نسمة في 295 عائلة.